# Pinch
El pinch es una unidad de volumen que equivale a 16 minims estadounidenses (casi un centímetro cúbico) y es  también usado en el sistema imperial. Un pinch métrico equivale a 985 μL.

## Pinch imperial o británico
1 pinch imperial equivale a:
- 1,01 cm³
- 1,01 mL
- 1011 μL

## Pinch corto o estadounidense
1 pinch corto equivale a:
- 899 μL
- 0,899 mL
- 0,899 cm³